# Командный чемпионат Европы по международным шашкам среди мужчин 2014
Командный чемпионат Европы по международным шашкам среди мужчин 2014 года прошёл прошёл с 7 по 13 октября в Таллине, Эстония одновременно с женским турниром. Главный судья — Юрий Липницкий.
Результаты турнира определялись по итогам соревнований в личном зачёте, где участвовали 75 шашистов. Классификация команд — по наименьшей сумме мест в личном зачёте участников команд. В составе национальной сборной — по три человека без запасных. В случае отстутствия третьего участника команды — присуждается виртуальное 76 место.
Всего выступило 12 стран.

## Призёры
Золото — Россия (Айнур Шайбаков, Муродулло Амриллаев, Александр Георгиев),
 Серебро — Нидерланды (Рул Бомстра, Александр Балякин, Пим Мерс),
 Бронза — Беларусь (Евгений Ватутин, Александр Булатов, Сергей Носевич)

## Таблица
| Место | Страна      | состав команды                                        | места участников | сумма мест |
| ----- | ----------- | ----------------------------------------------------- | ---------------- | ---------- |
| 1     | Россия      | Айнур Шайбаков Муродулло Амриллаев Александр Георгиев | 2 + 8 + 11       | 21         |
| 2     | Нидерланды  | Рул Бомстра Александр Балякин Пим Мёрс                | 1+ 16+ 29        | 46         |
| 3     | Беларусь    | Евгений Ватутин Александр Булатов Сергей Носевич      | 20+22 + 27       | 69         |
| 4     | Литва       | Эдвард Бужинский Алексей Домчев Артур Тункевич        | 15 + 18 + 38     | 70         |
| 5     | Украина     | Артём Иванов Юрий Аникеев Игорь Кирзнер               | 14+ 19+ 48       | 81         |
| 6     | Латвия      | Гунтис Валнерис Бенно Бутулис Лаймонис Залитис        | 10+ 29+36        | 87         |
| 7     | Франция     | Арно Кордье Кевин Махтелинк                           | 3 + 23 + 76      | 102        |
| 8     | Польша      | Кароль Дудкевич Станислав Урбанек Оскар Будис         | 39+ 46+ 47       | 132        |
| 9     | Эстония     | Арго Уннук Райво Рист Виллем Лююс                     | 36 + 45 + 44     | 137        |
| 10    | Азербайджан | Фархад Гусейнов Эмиль Эльдар Рустамов                 | 26+ 65+ 76       | 159        |
| 11    | Израиль     | Яков Шаус Шломо Борохов                               | 44+ 62+ 76       | 182        |
| 12    | Чехия       | Вацлав Марек Ярослав Новотны                          | 69 + 71 + 76     | 216        |